# 莊德利
莊德利 OOnt KC（1954年5月28日—），加拿大政治人物、律師和商人，2014年-23年間為安大略省多倫多市第65任市長。他曾於2003年多倫多市選中競逐市長職位，但敗於苗大衛。他從2004年-09年間擔任安大略進步保守黨黨魁，並從2005年-07年間擔任安大略省議員和安大略省官方反對黨黨魁。他於2009年辭退進步保守黨黨魁職務，同年起在多倫多的CFRB AM1010電台擔任節目主持。2014年初他宣佈再度參選多倫多市長，並於同年10月27日壓倒在任市長羅柏特·福特的兄長道格·福特以及鄒至蕙等人而成功當選，再於2018年及2022年市選中連任市長，2023年被揭与一名职员有染後辞职。

## 早年生活及事業
莊德利生於多倫多，有三名弟妹，父親約翰·A·托里（John A. Tory）為湯森投資公司總裁和羅渣士通訊集團董事。他14歲時加入進步保守黨青年團，1975年從多倫多大學三一學院取得文學士學位，再於1978年從約克大學奧斯古法學院畢業，1980年考獲律師資格後加入由他父親創辦的律師樓。
1981年-85年間，他擔任時任安大略省省長戴維斯（Bill Davis）的首席秘書官。1993年聯邦大選競選期間，他擔任聯邦進步保守黨的競選主任，並決定播出一批抨擊聯邦自由黨黨魁克里田的電視廣告；廣告以克里田長期癱瘓的左臉為焦點，被外界視為是對克里田進行人身攻擊並廣受批評。進步保守黨在這次聯邦大選中大敗，議席數目從151席銳減至兩席，莊德利此後亦淡出政壇一段時間。他於1995年出任羅渣士傳媒行政總裁，再於1999年轉任羅渣士有線電視行政總裁。
莊德利於2003年多倫多市選中競逐市長職位，但不敵苗大衛。

## 省級政治
隨著時任安大略進步保守黨黨魁伊夫斯（Ernie Eves）於2004年宣佈下台，莊德利亦於同年宣佈參與角逐該職，並於同年9月18日舉行的黨魁選舉中經過兩輪投票後壓倒費拉逖等人當選。當時他在省議會中沒有議席，待伊夫斯於2005年初辭去其德芙靈—皮爾—威靈頓—格雷選區（Dufferin—Peel—Wellington—Grey）議席後參與該區的補選並勝出，籍此順利晉身省議會，並成為安大略省官方反對黨黨魁。

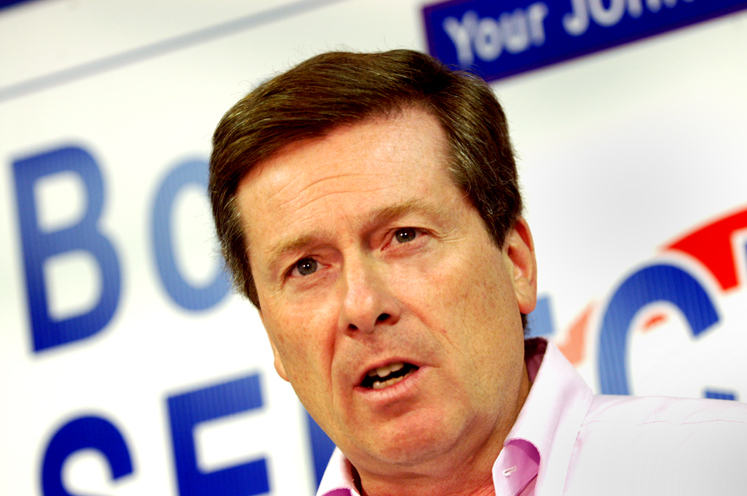
莊德利於2007年省選競選期間在貴湖拉票

2007年省選，他決定放棄在此選區尋求連任，並改為出戰多倫多市當河谷西選區，挑戰在該選區尋求連任的自由黨候選人韋恩。莊德利在該選區内的羅倫斯公園社區長大，但這點未能為他贏取此議席：他以39.67%的得票率屈居第二，不敵贏取50.44%選票的韋恩，無緣重返省議會。而在他領導下的進步保守黨亦未能壓倒自由黨重拾執政權。進步保守黨於2008年進行黨魁檢討投票，結果莊德利獲得66.9%黨員支持，之後他表示無意離任黨魁。
2009年1月9日，哈利伯頓—卡沃薩湖—布洛克選區（Haliburton—Kawartha Lakes—Brock）的進步保守黨籍省議員斯科特（Laurie Scott）宣佈辭去其議席，讓莊德利參與該選區補選以重返省議會。然而在同年3月5日舉行的補選中，莊德利敗於自由黨候選人約翰遜（Rick Johnson）。莊德利在翌日宣佈辭去黨魁職位，該職最終由胡達克（Tim Hudak）接任。

## 暫別政壇
敗選後莊德利於2009年4月加盟多倫多CFRB AM1010電台，擔任星期日傍晚烽煙節目《莊德利秀》（The John Tory Show）主持，同年秋季則改為主持工作日下班時段節目。苗大衛於同年9月宣佈不會在2010年多倫多市選中尋求連任市長，惹來外界猜測莊德利會否再度角逐該職；莊德利在2010年1月和8月兩度表示無意競選市長。
他於2012年獲頒安大略省勳章，同年2月獲省政府邀請領導一個顧問委員會來研究安省遊樂宮的重建方案。委員會於同年8月向省政府提交報告，建議將該帶發展成多用途社區，並獲省府接納。

## 市長生涯

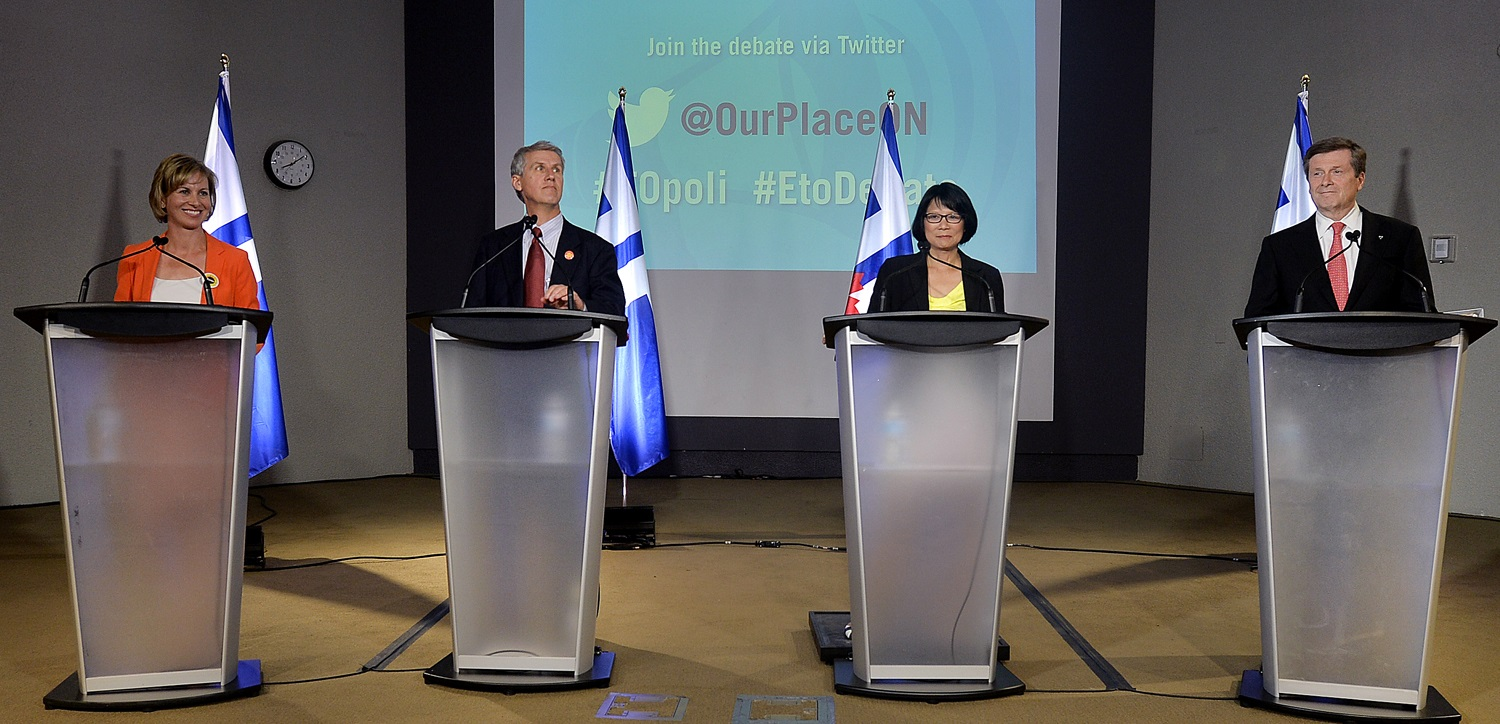
莊德利（右）於2014年6月出席一場市長選舉辯論

莊德利於2014年2月21日最後一次主持CFRB電台節目，同月24日則宣佈在當年多倫多市選中再度競逐市長職位，並到多倫多市政廳辦理登記手續。他於同年5月27日公佈其名為“智慧軌道”（SmartTrack）的公共交通政綱，焦點為改建現有GO通勤鐵路部分路段成一條電氣化且班次頻密的地面鐵路線，從萬錦市於人村經多倫多的士嘉堡和市中心等地通往密西沙加，以舒緩載客量已達極限的央街地鐵線；他預計此項目可於七年内完成。在2014年10月27日舉行的市選中，莊德利以40.3%的得票率擊敗在任市長羅柏特·福特的兄長道格·福特（得票33.7%）以及鄒至蕙（得票23.1%），成功當選多倫多市長，再於同年12月2日宣誓就任。
由市政府管理，與安大略湖湖岸線平行的嘉甸拿高速公路高架路段日久失修，市議會就其去向於2016年進行表決；莊德利支持斥資約10億元重建該公路的高架路段並改置匝道。他又於同年11月表示支持在嘉甸拿高速公路和當河谷園林公路上收取路費，以讓市府每年籌措2億元。建議獲市議會通過，但需獲省政府批准。省府終在2017年1月否決該項建議；時任省長韋恩表示在替代公共交通方案落實前，省府不能支持在該兩公路收取路費，但反為提出從省府收取的汽油稅中增加市府撥款，藉此每年向多倫多市提供1億7千萬元。

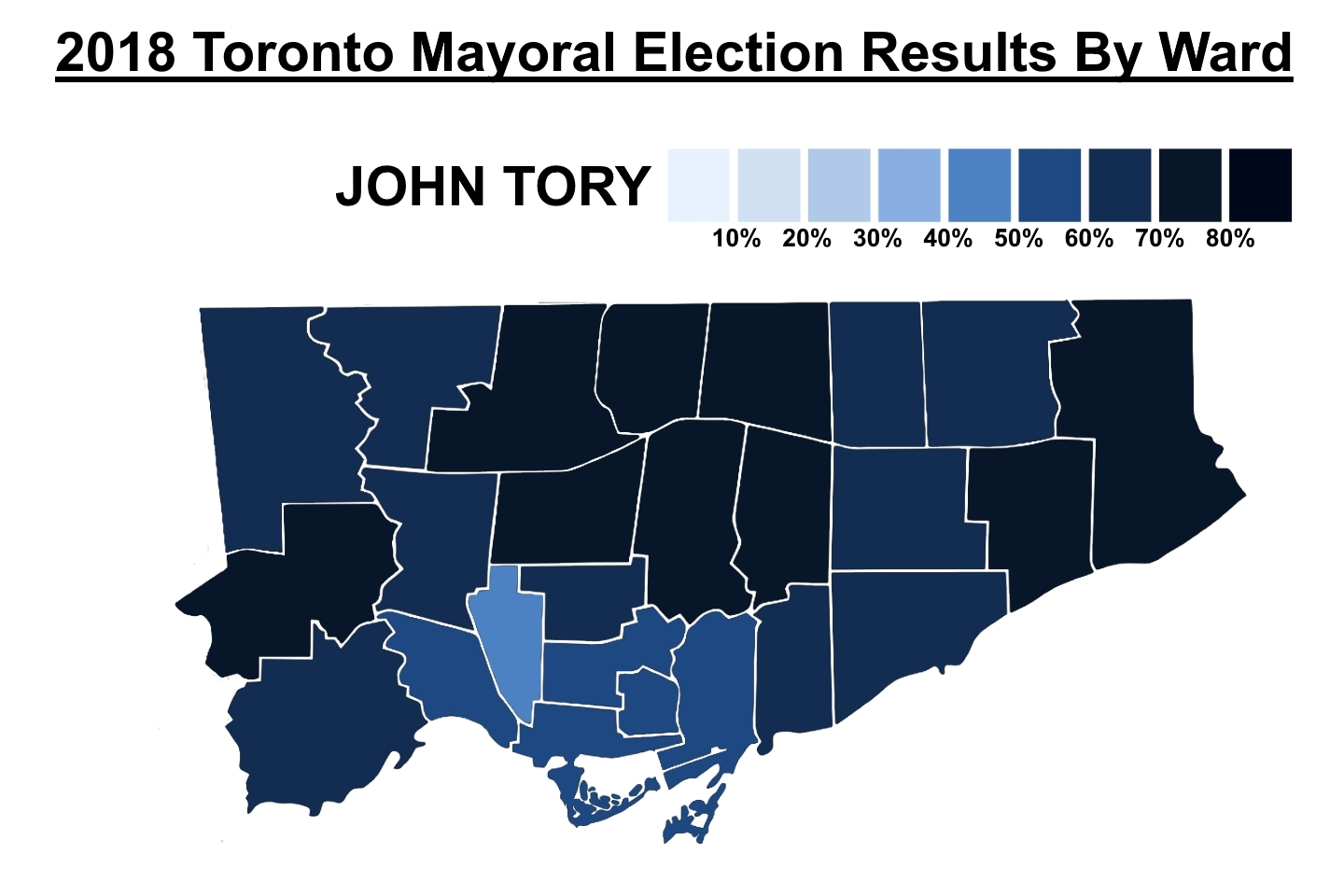
2018年市長選舉中莊德利在各選區之得票率

2018年5月1日，莊德利宣布在同年市選中競逐連任；競選期間民意調查顯示他的支持度徘徊於65-70%之間。他於同年10月22日舉行的市選中贏取63.49%選票，順利連任市長。
冠狀病毒疫情爆發後，莊德利於2020年3月23日宣布多倫多市進入緊急狀態，同月31日則宣布所有由市府統籌的大型活動、慶典、會議和文化項目皆告取消至6月30日。多倫多公車局轄下公共交通工具從同年7月2日起強制乘客佩戴口罩，市內其他室內公眾場所亦從同年7月7日起實施口罩令。他於2022年5月9日宣布解除多市緊急狀態令。
2022年市選，莊德利以62%得票贏取第三屆市長任期。2023年2月10日，《多倫多星報》揭發莊德利在冠狀病毒疫情期间与一名职员有染，兩人關係持續至同年初為止。他透過律師承認該項指控，稱該段關係為「嚴重判斷失誤」，並于同日召開記者會宣布辞去市长职务。他於同月16日向市府辦事員遞交辭職信，17日正式卸任後由副市長麥凱爾維接替部分職務；鄒至蕙其後則贏取補選繼任市長。

## 外部連結
- （英文）Toronto Mayor John Tory－多倫多市政府網站 莊德利市長簡介
- （英文）John Tory, MPP－安大略省議會網站 莊德利議員簡介